# Willingshausen
Willingshausen é um município da Alemanha, situado no distrito de Schwalm-Eder, no estado de Hesse. Tem 59,95 km² de área, e sua população em 2019 foi estimada em 4.763 habitantes.